# Leon Uris
Leon Marcus Uris (Baltimore, 3 de agosto de 1924 - Shelter Island, 21 de junio de 2003) fue un escritor estadounidense de novela histórica, autor de numerosos superventas, entre ellos Éxodo (publicado en 1958) y Trinidad (publicado en 1976).

## Biografía
Hijo de inmigrantes  judíos polacos, estudió en Norfolk y Baltimore pero no llegó a graduarse. A los diecisiete años se incorporó al Cuerpo de Marines, sirviendo durante la Segunda Guerra Mundial (1939-1945) en el sur del océano Pacífico hasta 1945.
Cuando en 1950 la revista Esquire le compró un artículo, se animó a escribir su primera novela, Battle cry, que se convirtió en un éxito de ventas, a la que siguió The angry hills, ambas situadas en la Segunda Guerra Mundial.
Viajó a Israel, interesado por la situación singular de la creación del nuevo Estado, y de aquella experiencia nació su más famosa novela: Exodus. La obra fue llevada al cine en 1960, protagonizada por Paul Newman.
También escribió Mila 18 (1961), basada en el gueto de Varsovia, y Topaz, en la que se basó Alfred Hitchcock para  la película homónima.

### Fallecimiento
Leon Uris murió de insuficiencia renal el 21 de junio de 2003, a la edad de 78, en su casa de Shelter Island, en Long Island (estado de Nueva York).
Sus papeles se encuentran en el Harry Ransom Center de la Universidad de Texas (en Austin), donde la editorial de la Universidad de Texas publicó una biografía literaria sobre él.
La colección incluye todas las novelas de Uris, a excepción de The Haj y Mitla Pass, así como manuscritos para el guion Gunfight at the O.K. Corral.

## Obra

### Algunas publicaciones
- Battle cry, 1953.
- The angry hills, 1955
- Exodus, 1958
- Exodus revisited, 1960
- Mila 18, 1961
- Armageddon: a novel of Berlin, 1963
- Topaz, 1967
- The third temple, 1967
- QB VII, 1970
- Ireland, a terrible beauty, 1975 (con Jill Uris)
- Trinity, 1976
- Jerusalem: a song of songs, 1981 (con Jill Uris)
- The Haj, 1984
- Mitla Pass, 1988
- Redemption, 1995
- A god in ruins, 1999
- O’Hara’s choice, 2003